# Альтшулер, Борис Леонидович
Борис Леонидович Альтшулер (англ. Boris L. Altshuler; род. 27 января 1955) — советский и американский физик, профессор.

## Образование и карьера
Альтшулер учился в средней школе № 489 в Санкт-Петербурге. Он получил диплом по физике в Ленинградском государственном университете в 1976 году. Альтшулер продолжил обучение в Ленинградском институте ядерной физики, где ему была присуждена докторская степень по физике в 1979 году Альтшулер оставался в институте в течение следующих десяти лет в качестве научного сотрудника.
В 1989 году Альтшулер поступил на факультет Массачусетского технологического института. Находясь там, он получил премию Hewlett-Packard Europhysics (сейчас она называется премией Agilent Physics Prize) и стал членом Американского физического общества.
Альтшулер покинул Массачусетский технологический институт в 1996 году, чтобы стать профессором Принстонского университета . Находясь там, он присоединился к NEC Laboratories America. Недавно Альтшулер присоединился к факультету Колумбийского университета и продолжает работать с NEC Labs.

## Исследования
Вклад Альтшулера в физику конденсированных сред широк и разнообразен. Он особенно известен своими работами по неупорядоченным электронным системам, где он первым вычислил сингулярные квантовые интерференционные поправки к переносу электронов за счет взаимодействий (поправки Альтшулера-Аронова). Вместе с Ароновым он также разработал теорию дефазировки в слабой локализации. В сотрудничестве с Борисом Шкловским Альтшулер разработал теорию отталкивания уровней в неупорядоченных металлах.
Он также внес значительный вклад в теорию универсальных флуктуаций проводимости. Совсем недавно Альтшулер и Игорь Алейнер открыли новую область локализации многих тел, где они показали, что взаимодействующая система многих тел может оставаться локализованной — явление, происходящее от знаменитого явления локализации Андерсона. Последнее достижение Альтшулера и Алейнера широко считается важной вехой, и введенная ими локализация многих тел теперь превратилась в процветающую новую область физики. В 2016 году предсказанное явление локализации многих тел экспериментально наблюдалось группой Иммануэля Блоха в Мюнхене, Германия.

## Награды и почести
- - 1993: Еврофизическая премия Hewlett-Packard
  - 1993: Стал членом Американского физического общества .
  - 1996: член Американской академии искусств и наук
  - 2002: избран в Национальную академию наук
  - 2003: Премия Оливера Э. Бакли Американского физического общества
  - Избран в Норвежскую академию наук и литературы
  - 2017: Медаль Дирака (Медаль Дирака за развитие теоретической физики, присужденная Университетом Нового Южного Уэльса )
  - 2019: Товарищ Саймонса
  - 2022: Премия Ларса Онсагера Американского физического общества